# Aruncus
Aruncus L. è un genere di piante erbacee perenni della famiglia delle Rosacee.

## Distribuzione e habitat
Crescono in boschi montani umidi nelle regioni temperate dell'emisfero settentrionale.

## Tassonomia
Il genere comprende le seguenti specie:
- Aruncus dioicus (Walter) Fernald - barba di capra
- Aruncus gombalanus (Hand.-Mazz.) Hand.-Mazz.
- Aruncus parvulus Kom.
- Aruncus sylvester Kostel. ex Maxim.